# ببغاء الملك الأسترالي

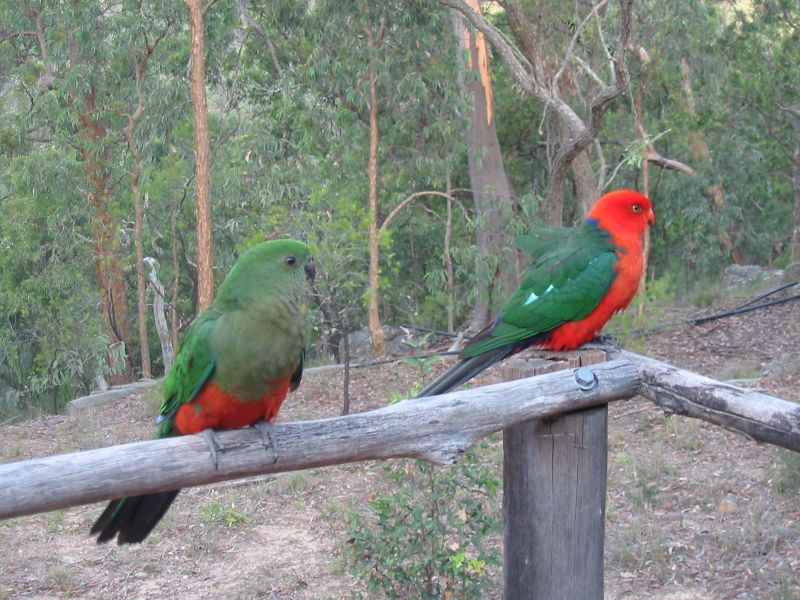

ببغاء أسترالي ملك (الاسم العلمي: Alisterus scapularis) (بالإنجليزية: Australian King Parrot)‏، هو طائر ينتمي إلى (فصيلة: Psittaculidae).